# Emoli
L'Emoli è un piccolo torrente di origine alluvionale (viene chiamato anche fiumara), che taglia Rende verticalmente. Oltre a rappresentare un confine tra Rende e San Fili, attraversa anche i quartieri Quattromiglia e Commenda. Relativamente vicino al corso d'acqua è stata costruita la chiesa di san Carlo Borromeo, punto di ritrovo per i religiosi di Rende.
Sfocia nel fiume Crati dopo circa 13 km di corso.